# Indosema indica
Indosema indica är en stekelart som beskrevs av Husain och Agarwal 1983. Indosema indica ingår i släktet Indosema och familjen Eucharitidae. Inga underarter finns listade i Catalogue of Life.